# كهف دافيليس
كهف دافيليس ( (باليونانية: Σπήλαιο Νταβέλη)‏ ) هو كهف معروف يقع في جبل بينتيلي، الذي يقع شمال أثينا في اليونان.

## الاكتشاف
عُرف الكهف أول الأمر في القرن الخامس قبل الميلاد تقريباً. استخدم بناة الأكروبوليس المنطقة المحيطة به كمحجر رخام، وتم اكتشاف الكهف بالصدفة أثناء أعمال استخراج الرخام.

## الاسم
ثمة اعتقاد سائد بأن قاطع طريق سيئ السمعة من القرن التاسع عشر يُدعى دافيليس (الاسم الحقيقي كريستوس ناتسيوس) استخدم الكهف كمخبأ، وتقول القصة أن ديفيليس أخفى كنزه داخل الكهف، ومن هنا جاءت التسمية.
الاسم الرسمي للكهف هو ببساطة «كهف بنديلي».

## الاستخدامات الدينية
في العصور القديمة، كان الكهف مكانًا للعبادة لأتباع بان والحوريات. يوجد كهف أصغر بكثير على بعد بضع مئات من الأمتار أعلى الجبل يسمى نيمفايون أو معبد نيمف. [بحاجة لمصدر أفضل]
خلال العصور الوسطى، استخدمه النساك المسيحيين الأرثوذكس، وبعد ذلك بُنيت كنيسة صغيرة عند مدخل الكهف تتميز بتصميم مزدوج غير عادي: جزء واحد مخصص للقديس سبيريدون والآخر للقديس نيكولاس.
يُعتقد أيضًا أن جماعات دينية أخرى استخدمت الكهف (وربما لا يزال)، وخاصة علماء التنجيم.[بحاجة لمصدر]

## الاستخدامات العسكرية
تم استخدام الكهف مرات عديدة خلال تاريخه كمأوى للمدنيين.
عام 1977، بدأت أعمال البناء في الكهف. ولم يتضح من يقف وراءها. ربما كان ذلك يمثل أكبر ضغوط حكومية أمريكية على الحكومة اليونانية. لم تُعرف أبدًا الطبيعة أو الهدف الدقيق لهذه الأعمال التي توقّفت بعد بضع سنوات عام 1983.
انتشرت إشاعة على نطاق واسع تدّعي أن الهدف من الأعمال كان إنشاء منشأة لتخزين الأسلحة النووية في الكهف. ومع ذلك، فإن الأجزاء القليلة المكتملة من الأعمال (التي أصبحت مهجورة ويمكن للجمهور الوصول إليها بسهولة، اليوم) تجعل هذا الادعاء يبدو غير واقعي للغاية [بحاجة لمصدر].
تشير السيناريوهات الأكثر واقعية إلى أن الموقع كان سيكون قاعدة رادار أو قاعدة اتصالات (توجد قواعد مماثلة للجيش اليوناني والجيش الأمريكي في أجزاء أخرى من الجبل).
أما الأمر الوحيد المؤكد فهو أنه أجريت تجارب في الكهف أو في الأنفاق الاصطناعية المحيطة به.[بحاجة لمصدر]